# Alma Juventus Fano 1906 2020-2021
Questa voce raccoglie le informazioni riguardanti l'Alma Juventus Fano 1906 nelle competizioni ufficiali della stagione 2020-2021.

## Organigramma societario
Area direttiva
- Presidente: Enrico Fattò Offidani
- Direttore generale: Simone Bernardini
- Direttore relazioni esterne: Giovanni Orciani
- Segretario generale: Andrea Diotalevi
- Responsabile settore giovanile: Matteo Rugoletti

Area tecnica
- Responsabile area tecnica: Mauro Traini
- Team manager: Paolo Rossi, Marco Minardi
- Allenatore: Flavio Destro
- Allenatore in seconda: Carlo Mandola
- Allenatore portieri: Giovanni Vecchini
- Preparatore atletico: Marco Giovannelli
- Analisi tecnica: Pasquale Materazzo
- Magazziniere: Simone Vitali

Area sanitaria
- Responsabile: Augusto Sanchioni
- Medico sociale: Manlio Pierboni
- Massofisioterapista: Giovanni Pigalarga
- Massofisioterapista: Gianluca Cicetti

## Rosa
| N. |                      | Ruolo | Calciatore           |
| -- | -------------------- | ----- | -------------------- |
| 1  | Italia (bandiera)    | P     | Aniello Viscovo      |
| 2  | Italia (bandiera)    | D     | Riccardo Cargnelutti |
| 3  | Senegal (bandiera)   | D     | Ismaila Diop         |
| 3  | Italia (bandiera)    | C     | Simone Isacco        |
| 3  | Italia (bandiera)    | C     | Adriano Sbarzella    |
| 4  | Italia (bandiera)    | D     | Francesco Rodio      |
| 5  | Italia (bandiera)    | D     | Valerio Zigrossi     |
| 5  | Italia (bandiera)    | D     | Stefano Cason        |
| 6  | Italia (bandiera)    | C     | Stefano Amadio       |
| 7  | Tanzania (bandiera)  | C     | Carte Said           |
| 7  | Italia (bandiera)    | D     | Lorenzo Valeau       |
| 8  | Italia (bandiera)    | C     | Gianluca Carpani     |
| 9  | Italia (bandiera)    | A     | Riccardo Barbuti     |
| 10 | Italia (bandiera)    | A     | Enrico Baldini       |
| 10 | Argentina (bandiera) | A     | Kayro Flores Heatley |
| 11 | Italia (bandiera)    | D     | Andrea De Vito       |
| 11 | Spagna (bandiera)    | A     | Álvaro Montero       |
| 14 | Italia (bandiera)    | C     | Roberto Marino       |
| 15 | Italia (bandiera)    | D     | Pasquale Di Sabatino |

| N.  |                   | Ruolo | Calciatore          |
| --- | ----------------- | ----- | ------------------- |
| 15  | Italia (bandiera) | C     | Federico Gentile    |
| 16  | Italia (bandiera) | C     | Luca Scimia         |
| 17  | Italia (bandiera) | A     | Luigi Sarli         |
| '18 | Italia (bandiera) | C     | Samuele Parlati     |
| 18  | Italia (bandiera) | C     | Francesco Urso      |
| 19  | Italia (bandiera) | D     | Niccolò Monti       |
| 21  | Italia (bandiera) | A     | Ludovico Mainardi   |
| 22  | Italia (bandiera) | P     | Gabriel Meli        |
| 23  | Italia (bandiera) | C     | Alessandro Martella |
| 24  | Italia (bandiera) | C     | Simone Paolini      |
| 25  | Italia (bandiera) | A     | Matteo Pantaleoni   |
| 26  | Italia (bandiera) | D     | Luca Bruno          |
| 27  | Italia (bandiera) | A     | Vincenzo Ferrara    |
| 28  | Italia (bandiera) | D     | Francesco Rillo     |
| 29  | Italia (bandiera) | A     | Sebastiano Longo    |
| 29  | Italia (bandiera) | A     | Valerio Bernardini  |
| 30  | Italia (bandiera) | A     | Alessio Nepi        |
| 31  | Italia (bandiera) | D     | Matteo Brero        |

## Calciomercato

### Sessione estiva
| Acquisti | Acquisti            | Acquisti               | Acquisti              |
| R.       | Nome                | da                     | Modalità              |
| -------- | ------------------- | ---------------------- | --------------------- |
| D        | Andrea Giorgini     | Ascoli                 | fine prestito         |
| P        | Gabriel Meli        | Empoli                 | prestito              |
| A        | Vittorio Vigolo     | Virtus CiseranoBergamo | definitivo (gratuito) |
| D        | Luca Bruno          | Rende                  |                       |
| C        | Luca Scimia         | Pescara                | definitivo (gratuito) |
| A        | Matteo Pantaleoni   | Cesena                 | definitivo (gratuito) |
| A        | Vincenzo Ferrara    | Arzignano Valchiampo   | definitivo (gratuito) |
| D        | Francesco Rillo     | Benevento              | prestito              |
| D        | Alessandro Martella | Parma                  | prestito              |
| D        | Francesco Busini    | Siena                  | definitivo (gratuito) |
| A        | Alessio Nepi        | Fermana                | prestito              |
| C        | Simone Isacco       | Fermana                | prestito              |
| D        | Niccolò Monti       | Parma                  | prestito              |
| A        | Sebastiano Longo    | Parma                  | prestito              |
| A        | Enrico Baldini      | svincolato             | definitivo (gratuito) |
| D        | Andrea Taverna      | svincolato             | definitivo (gratuito) |
| D        | Matteo Brero        | svincolato             | definitivo (gratuito) |

| Cessioni | Cessioni             | Cessioni | Cessioni              |
| R.       | Nome                 | a        | Modalità              |
| -------- | -------------------- | -------- | --------------------- |
| D        | Manuel Ricciardi     | Ascoli   | fine prestito         |
| D        | Riccardo Gatti       | Atalanta | fine prestito         |
| D        | Niccolò Tofanari     | Ascoli   | fine prestito         |
| A        | Edoardo Tassi        | Ascoli   | fine prestito         |
| A        | Alex Rolfini         | Carpi    | fine prestito         |
| A        | Enrico Baldini       | -        | svincolato            |
| C        | Hicham Kanis         | -        | svincolato            |
| P        | Gaetano Fasolino     | -        | svincolato            |
| C        | Giuseppe Sapone      | -        | svincolato            |
| C        | Marco Massardi       | -        | svincolato            |
| D        | Benjamin Boccioletti | -        | svincolato            |
| P        | Mattia Palombo       | -        | svincolato            |
| A        | Vittorio Vigolo      | -        | svincolato            |
| D        | Andrea Giorgini      | Latina   | prestito              |
| D        | Ismaila Diop         | Fermana  | definitivo (gratuito) |

### Sessione invernale
| Acquisti | Acquisti             | Acquisti   | Acquisti                       |
| R.       | Nome                 | da         | Modalità                       |
| -------- | -------------------- | ---------- | ------------------------------ |
| D        | Lorenzo Valeau       | Roma       | prestito (30.06.2021)          |
| D        | Francesco Rodio      | Crotone    | prestito (30.06.2021)          |
| C        | Federico Gentile     | Foggia     | acquisto definitivo (gratuito) |
| A        | Kayro Flores Heatley | Piacenza   | acquisto definitivo (gratuito) |
| D        | Stefano Cason        | Matelica   | acquisto definitivo (gratuito) |
| A        | Álvaro Montero       | Monopoli   | acquisto definitivo (gratuito) |
| D        | Matteo Brero         | svincolato | acquisto definitivo (gratuito) |
| C        | Francesco Urso       | Catanzaro  | acquisto definitivo (gratuito) |

| Cessioni | Cessioni             | Cessioni   | Cessioni                       |
| R.       | Nome                 | a          | Modalità                       |
| -------- | -------------------- | ---------- | ------------------------------ |
| D        | Andrea De Vito       | Cavese     | cessione definitiva (gratuita) |
| D        | Pasquale Di Sabatino | Vis Pesaro | cessione definitiva (gratuita) |
| D        | Valerio Zigrossi     | Matelica   | cessione definitiva (gratuita) |
| A        | Carte Said           | Foggia     | cessione definitiva (gratuita) |
| A        | Enrico Baldini       | Cittadella | cessione definitiva (gratuita) |
| D        | Francesco Rillo      | Benevento  | fine prestito (14.01.2021)     |
| A        | Sebastiano Longo     | Parma      | fine prestito (27.01.2021)     |
| C        | Simone Isacco        | Fermana    | fine prestito (21.01.2021)     |
| C        | Simone Parlati       | Catanzaro  | cessione definitiva (gratuita) |

### Girone di andata
| Arbitro: | Mario Cascone |

|                          |           |                        |
| Kouan 48’ Melchiorri 67’ | Marcatori | 17’ Marino 37’ Ferrara |

| Arbitro: | Marco Ricci |

|                    |           |                 |
| Barbuti 70’ (rig.) | Marcatori | 38’ Della Latta |

| Carpi 27 settembre 2020, ore 18:30 UTC+1 3ª giornata | Carpi          | 0 – 0 referto | Fano | Stadio Sandro Cabassi\| Arbitro: \| Fabio Pirrotta \| |
| Arbitro:                                             | Fabio Pirrotta |               |      |                                                       |

| Arbitro: | Marco Acanfora |

|  |           |                            |
|  | Marcatori | 20’ D'Angelo 37’ Terracino |

| Arbitro: | Mario Perri |

|                |           |                                |
| Cargnelutti 8’ | Marcatori | 59’ (rig.) Polidori 79’ Stanco |

| Arbitro: | Giuseppe Repace |

|                                        |           |  |
| Ciofi 4’ Bortolussi 18’ Bortolussi 28’ | Marcatori |  |

| Arbitro: | Maria Marotta |

|             |           |                         |
| Paolini 90’ | Marcatori | 4’ Di Molfetta 26’ Ganz |

| Arbitro: | Luca Cherchi |

|                   |           |  |
| Mokulu 77’ (rig.) | Marcatori |  |

| Arbitro: | Eduart Pashuku |

|                      |           |                 |
| Parlati 90+2’ (rig.) | Marcatori | 90+6’ Casiraghi |

| Fermo 11 novembre 2020, ore 20:45 UTC+1 10ª giornata | Fermana        | 0 – 0 referto | Fano | Stadio Bruno Recchioni\| Arbitro: \| Giuseppe Collu \| |
| Arbitro:                                             | Giuseppe Collu |               |      |                                                        |

| Arbitro: | Ermes Cavaliere |

|          |           |  |
| Nepi 84’ | Marcatori |  |

| Arbitro: | Dario Madonia |

|            |           |                                |
| Baldini 9’ | Marcatori | 67’ Marcandella 74’ Carlevaris |

| Pesaro 6 dicembre 2020, ore 17:30 UTC+1 14ª giornata | Vis Pesaro     | 0 – 0 referto | Fano | Stadio Tonino Benelli\| Arbitro: \| Luigi Catanoso \| |
| Arbitro:                                             | Luigi Catanoso |               |      |                                                       |

| Arbitro: | Fabio Natilla |

|             |           |               |
| Parlati 80’ | Marcatori | 77’ Scarsella |

| Arbitro: | Michele Delrio |

|              |           |            |
| Cutolo 90+5’ | Marcatori | 9’ Barbuti |

| Arbitro: | Ferrieri Caputi |

|                             |           |  |
| Pergreffi 6’ Monachello 52’ | Marcatori |  |

| Arbitro: | Simone Taricone |

|            |           |                             |
| Barbuti 6’ | Marcatori | 45+1’ Moretti 54’ De Santis |

| Trieste 10 gennaio 2021, ore 15:00 UTC+1 18ª giornata | Triestina | 0 – 1 referto | Fano | Stadio Nereo Rocco (Mattia Pascarella spett.) |
| \| \| \| \| \| \| Marcatori \| 75’ Ferrara \|         |           |               |      |                                               |
|                                                       |           |               |      |                                               |
|                                                       | Marcatori | 75’ Ferrara   |      |                                               |

| Arbitro: | Adalberto Fiero |

|                    |           |              |
| Barbuti 82’ (rig.) | Marcatori | 80’ Oukhadda |

### Girone di ritorno
| Fano 24 gennaio 2021, ore 15:00 UTC+1 20ª giornata | Fano          | 0 – 0 referto | Perugia | Stadio Raffaele Mancini\| Arbitro: \| Luigi Carella \| |
| Arbitro:                                           | Luigi Carella |               |         |                                                        |

| Arbitro: | Marco Acanfora |

|             |           |               |
| Santini 63’ | Marcatori | 45+1’ Barbuti |

| Arbitro: | Samuele Andreano |

|                                                     |           |  |
| Carpani 16’ Nepi 33’ Barbuti 44’ Barbuti 53’ (rig.) | Marcatori |  |

| Arbitro: | Emanuele Frascano |

|                                |           |                        |
| Fazzi 35’ Lescano 90+5’ (rig.) | Marcatori | 77’ Barbuti 88’ Scimia |

| Arbitro: | Niccolò Turrini |

|            |           |                                        |
| Marino 20’ | Marcatori | 80’ (aut.) Scimia 90+4’ (rig.) Russini |

| Arbitro: | Fabio Pirrotta |

|  |           |                         |
|  | Marcatori | 56’ Gentile 74’ Ferrara |

| Arbitro: | Daniele Virgilio |

|             |           |                |
| Gentile 12’ | Marcatori | 60’ Martignago |

| Arbitro: | Gino Garofalo |

|                                       |           |  |
| Fischnaller 7’ Casiraghi 30’ Tait 52’ | Marcatori |  |

| Arbitro: | Federico Fontani |

|            |           |            |
| Scimia 80’ | Marcatori | 46’ Neglia |

| Arbitro: | Mario Vigile |

|                |           |                     |
| Provenzano 40’ | Marcatori | 49’ (aut.) Polidori |

| Arbitro: | Giorgio Vergaro |

|                                      |           |  |
| Bondioli 9’ Chakir 27’ Lazarević 33’ | Marcatori |  |

| Arbitro: | Daniele Rutella |

|  |           |                   |
|  | Marcatori | 16’ (rig.) Cutolo |

| Arbitro: | Michele Di Cairano |

|                                         |           |          |
| Danti 52’ (rig.) Danti 62’ Visentin 71’ | Marcatori | 21’ Nepi |

| Arbitro: | Marco D'Ascanio |

|             |           |           |
| Ferrara 31’ | Marcatori | 43’ Gucci |

| Arbitro: | Stefano Milone |

|                       |           |                        |
| Ceccarelli 68’ (rig.) | Marcatori | 50’ Valeau 85’ Ferrara |

| Arbitro: | Claudio Panettella |

|  |           |               |
|  | Marcatori | 26’ Ingegneri |

| Macerata 14 aprile 2021, ore 15:00 UTC+1 36ª giornata | Matelica      | 0 – 0 referto | Fano | Stadio Helvia Recina\| Arbitro: \| Simone Galipò \| |
| Arbitro:                                              | Simone Galipò |               |      |                                                     |

| Arbitro: | Luca Angelucci |

|            |           |             |
| Barbuti 7’ | Marcatori | 87’ Calvano |

| Arbitro: | Marco Ricci |

|                                         |           |                 |
| Gómez Taleb 38’ (rig.) Miguel Ángel 56’ | Marcatori | 55’ Cargnelutti |

## Playout
| Fano 22 maggio 2021, ore 17:30 andata | Fano | 0 – 0 referto | Imolese | Stadio Raffaele Mancini |

| Arbitro: | Matteo Mercenaro |

|            |           |                    |
| Masala 82’ | Marcatori | 88’ Álvaro Montero |

### Statistiche di squadra
| Competizione | In casa | In casa | In casa | In casa | In casa | In casa | In trasferta | In trasferta | In trasferta | In trasferta | In trasferta | In trasferta | Totale | Totale | Totale | Totale | Totale | Totale | DR  |
| Competizione | G       | V       | N       | P       | Gf      | Gs      | G            | V            | N            | P            | Gf           | Gs           | G      | V      | N      | P      | Gf     | Gs     | DR  |
| ------------ | ------- | ------- | ------- | ------- | ------- | ------- | ------------ | ------------ | ------------ | ------------ | ------------ | ------------ | ------ | ------ | ------ | ------ | ------ | ------ | --- |
| Serie C      | 20      | 2       | 10      | 8       | 19      | 23      | 20           | 3            | 10           | 7            | 14           | 25           | 40     | 5      | 20     | 15     | 33     | 48     | -15 |
| Totale       | 20      | 2       | 10      | 8       | 19      | 23      | 20           | 3            | 10           | 7            | 14           | 25           | 40     | 5      | 20     | 15     | 33     | 48     | -15 |

### Statistiche individuali
| Giocatore      | Serie C  | Serie C | Serie C     | Serie C    | Coppa Italia | Coppa Italia | Coppa Italia | Coppa Italia | Totale   | Totale | Totale      | Totale     |
| Giocatore      | Presenze | Reti    | Ammonizioni | Espulsioni | Presenze     | Reti         | Ammonizioni  | Espulsioni   | Presenze | Reti   | Ammonizioni | Espulsioni |
| -------------- | -------- | ------- | ----------- | ---------- | ------------ | ------------ | ------------ | ------------ | -------- | ------ | ----------- | ---------- |
| S. Amadio      | 39       | 0       | 10          | 1          | 0            | 0            | 0            | 0            | 39       | 0      | 10          | 1          |
| R. Barbuti     | 37       | 9       | 5           | 0          | 0            | 0            | 0            | 0            | 37       | 9      | 5           | 0          |
| M. Brero       | 24       | 0       | 11          | 1          | 0            | 0            | 0            | 0            | 24       | 0      | 11          | 1          |
| L. Bruno       | 30       | 0       | 9           | 1          | 0            | 0            | 0            | 0            | 30       | 0      | 9           | 1          |
| F. Busini      | 1        | 0       | 0           | 0          | 0            | 0            | 0            | 0            | 1        | 0      | 0           | 0          |
| R. Cargnelutti | 32       | 2       | 5           | 0          | 0            | 0            | 0            | 0            | 32       | 2      | 5           | 0          |
| G. Carpani     | 34       | 1       | 7           | 0          | 0            | 0            | 0            | 0            | 34       | 1      | 7           | 0          |
| S. Cason       | 18       | 0       | 1           | 0          | 0            | 0            | 0            | 0            | 18       | 0      | 1           | 0          |
| V. Ferrara     | 39       | 5       | 3           | 0          | 0            | 0            | 0            | 0            | 39       | 5      | 3           | 0          |
| F. Gentile     | 18       | 2       | 5           | 0          | 0            | 0            | 0            | 0            | 18       | 2      | 5           | 0          |
| K.F. Heatley   | 10       | 0       | 0           | 0          | 0            | 0            | 0            | 0            | 10       | 0      | 0           | 0          |
| L. Mainardi    | 4        | 0       | 2           | 0          | 0            | 0            | 0            | 0            | 4        | 0      | 2           | 0          |
| R. Marino      | 32       | 2       | 3           | 0          | 0            | 0            | 0            | 0            | 32       | 2      | 3           | 0          |
| Á. Montero     | 13       | 1       | 1           | 0          | 0            | 0            | 0            | 0            | 13       | 1      | 1           | 0          |
| G. Meli        | 17       | -23     | 2           | 0          | 0            | 0            | 0            | 0            | 17       | -23    | 2           | 0          |
| N. Monti       | 22       | 0       | 2           | 0          | 0            | 0            | 0            | 0            | 22       | 0      | 2           | 0          |
| A. Nepi        | 26       | 2       | 3           | 1          | 0            | 0            | 0            | 0            | 26       | 2      | 3           | 1          |
| S. Paolini     | 30       | 1       | 3           | 0          | 0            | 0            | 0            | 0            | 30       | 1      | 3           | 0          |
| T. Rodio       | 13       | 0       | 0           | 0          | 0            | 0            | 0            | 0            | 13       | 0      | 0           | 0          |
| L. Sarli       | 12       | 0       | 0           | 0          | 0            | 0            | 0            | 0            | 12       | 0      | 0           | 0          |
| L. Scimia      | 26       | 2       | 4           | 0          | 0            | 0            | 0            | 0            | 26       | 2      | 4           | 0          |
| F. Urso        | 6        | 0       | 1           | 0          | 0            | 0            | 0            | 0            | 6        | 0      | 1           | 0          |
| L. Valeau      | 7        | 1       | 2           | 0          | 0            | 0            | 0            | 0            | 7        | 1      | 2           | 0          |
| A. Viscovo     | 23       | -25     | 2           | 1          | 0            | 0            | 0            | 0            | 23       | -25    | 2           | 1          |
| E. Baldini     | 15       | 1       | 0           | 0          | 0            | 0            | 0            | 0            | 15       | 1      | 0           | 0          |
| A. De Vito     | 8        | 0       | 2           | 0          | 0            | 0            | 0            | 0            | 8        | 0      | 2           | 0          |
| I. Diop        | 2        | 0       | 0           | 0          | 0            | 0            | 0            | 0            | 2        | 0      | 0           | 0          |
| P. Di Sabatino | 9        | 0       | 1           | 0          | 0            | 0            | 0            | 0            | 9        | 0      | 1           | 0          |
| S. Isacco      | 2        | 0       | 0           | 0          | 0            | 0            | 0            | 0            | 2        | 0      | 0           | 0          |
| S. Longo       | 5        | 0       | 0           | 0          | 0            | 0            | 0            | 0            | 5        | 0      | 0           | 0          |
| S. Parlati     | 18       | 2       | 3           | 0          | 0            | 0            | 0            | 0            | 18       | 2      | 3           | 0          |
| F. Rillo       | 7        | 0       | 0           | 0          | 0            | 0            | 0            | 0            | 7        | 0      | 0           | 0          |
| C. Said        | 12       | 0       | 5           | 1          | 0            | 0            | 0            | 0            | 12       | 0      | 5           | 1          |
| V. Zigrossi    | 13       | 0       | 5           | 1          | 0            | 0            | 0            | 0            | 13       | 0      | 5           | 1          |